# مسخن أشعة تحت حمراء

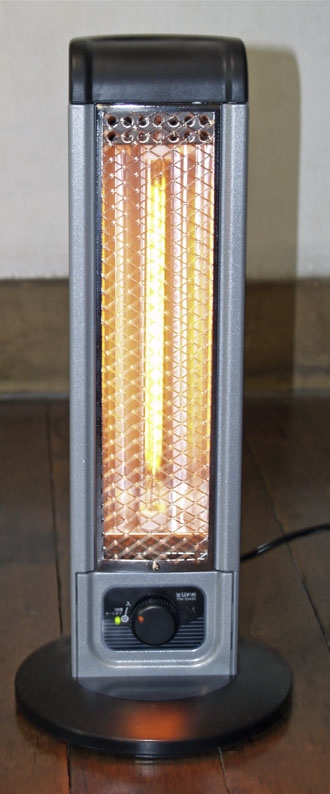
مثال على مسخن أشعة تحت حمراء

مسخن الأشعة تحت الحمراء أو مصباح الحرارة هو جسم له درجة حرارة أعلى ينقل الطاقة إلى جسم له درجة حرارة أقل عن طريق الأشعة الكهرومغناطيسية. حسب درجة حرارة الجسم الباعث، يتراوح طول موجة قمة الأشعة تحت الحمراء من 720 نانومتر إلى 1 ميليمتر. لا يحتاج انتقال الطاقة أي تلامس بين الجسمين أو وسيط بينهما. يمكن أن تعمل مسخنات الأشعة تحت الحمراء في الخلاء أو الغلاف الجوي.
أحد تصنيفات مسخنات الأشعة تحت الحمراء يعتمد على نطاق أطوال الموجات انبعاث الأشعة تحت الحمراء:
- الأمواج القصيرة أو الأمواج تحت الحمراء الدنيا تتراوح من 780 نانومتر إلى 1.4 ميكرومتر، تدعى هذه المرسلات أيضًا بالمضيئة لأنها ترسل بعض الضوء المرئي؛
- الأمواج تحت الحمراء المتوسطة للمجال بين 1.4 ميكرومتر و3 ميكرومتر؛
- الأمواج تحت الحمراء القصوى أو المرسلات المظلمة لكل ما هو فوق 3 ميكرومتر.

## خلفية تاريخية
ينسب إلى عالم الفضاء الألماني-البريطاني السير ويليام هيرشل اكتشاف الأشعة تحت الحمراء في عام 1800. صنع جهازًا يسمى المطياف لقياس كمية الاستطاعة المشعة عند أطوال موجات مختلفة. صنع هذا الجهاز من 3 قطع. أول قطعة كانت موشورًا لالتقاط ضوء الشمس وتوجيه وتفريق الألوان إلى طاولة، القطعة الثانية كانت لوحًا صغيرًا من الكرتون بشق عريض بما يكفي لعبور لون واحد منه، والقطعة الأخيرة ثلاث ترمومترات زئبقية (زئبق في زجاج). عن طريق هذه التجربة اكتشف هيرشل أن الضوء الأحمر له أعلى فرق درجات حرارة في طيف الضوء المرئي، لكن التسخين بالأشعة تحت الحمراء لم يستخدم بشكل شائع حتى الحرب العالمية الثانية. أثناء الحرب العالمية الثانية أصبح التسخين بالأشعة تحت الحمراء أكثر استخدامًا وانتشارًا. كانت التطبيقات الرئيسية في مجال إنهاء المشغولات المعدنية، وتحديدًا في معالجة وتجفيف الدهانات والطلاء في المعدات العسكرية. استخدمت منصات المصابيح المضيئة بشكل ناجح جدًّا؛ ولكن بحسب معايير اليوم، كانت شدة الاستطاعة منخفضة جدًّا، وفرت التقنية أوقات تجفيف أسرع بكثير من أفران الحمل الحراري التي كانت تعمل بالوقود آنذاك. بعد الحرب العالمية الثانية استمر تبني تقنيات تسخين بالأشعة تحت الحمراء ولكن بشكل أبطأ بكثير. في منتصف خمسينيات القرن العشرين بدأ قطاع مركبات النقل يظهر اهتمامه بقدرات الأشعة تحت الحمراء لمعالجة الطلاء وبدأ استخدام عدة خطوط إنتاج تستخدم أنفاق الأشعة تحت الحمراء.

## عناصره
أكثر مادة كانت تستخدم لصنع فتيل مسخنات الأشعة تحت الحمراء الكهربائية كانت أسلاك التنغستن، الملفوفة لتوفير مساحة سطحية أكبر. من البدائل منخفضة درجة الحرارة للتنغستن الكربون، أو سبيكة كانثال المصنوعة من الحديد والكروم والألمنيوم. في حين يكون إنتاج فتائل الكربون أصعب، فهي تسخن بشكل أسرع بكثير من مسخن أمواج متوسطة مقارن يستخدم فتيل الحديد والكروم والألمنيوم.
عندما لا يكون الضوء مرغوبًا أو ضروريًّا في مسخن، يفضل استخدام المسخنات السيراميكية المشعة للأشعة تحت الحمراء. ترسل -وهي تحوي سلك مقاومة ملفوف بطول 8 أمتار- حرارة منتظمة على كامل سطح المسخن والسيراميك يمتص 90% من الإشعاع. بما أن الامتصاص والإشعاع مبنيان على نفس الأسباب الفيزيائية في كل جسم، فالسيراميك مناسب بشكل مثالي كمادة لمسخنات الأشعة تحت الحمراء.
تستخدم مسخنات الأشعة تحت الحمراء ذات الاستخدامات الصناعية أحيانًا طلاءً ذهبيًّا على أنبوب من الكوارتز يعكس الأشعة تحت الحمراء ويوجهها باتجاه المنتج الذي يراد تسخينه. بالنتيجة: تتضاعف الأشعة تحت الحمراء الواردة إلى المنتج نظريًّا. يُستخدم الذهب بسبب مقاومته للأكسدة وشدة عاكسيته للأشعة تحت الحمراء والتي تبلغ نحو 95%.